# Везіан Жан-Поль Клод
Жан-Поль Клод Везіан (23 січня 1946, Франція) — французький дипломат. Надзвичайний і Повноважний Посол Франції.

## Біографія
Народився 23 січня 1946 року. У 1977 закінчив Національну школу адміністрації, випуск «Андре Мальро».
З 1967 по 1974 — викладацька діяльність.
З 1975 по 1977 — навчання в Національній школі адміністрації
З 1977 — призначений секретарем в штат Міністерства закордонних справ Франції.
З 1977 по 1979 — другий секретар посольства в Москві.
З 1979 по 1980 — перший секретар посольства в Росії.
З 1980 по 1982 — в Міністерстві закордонних справ (Європа).
З 1982 по 1986 — радник з питань культури посольства в Квебеку.
З 1986 по 1988 — в Міністерстві закордонних справ (Культурні, наукові і технічни відносини), начальник служби засобів і методик.
З 1988 по 1990 — перший радник посольства в Абіджані.
З 1991 по 1992 — в Міністерстві закордонних справ, інспектор у закордонних справах
З 1992 по 1995 — Надзвичайний і Повноважний посол у Ташкенті.
З 1995 по 1998 — в Міністерстві закордонних справ (Генеральне управління адміністрації), керівник служби шифру, устаткування і зв'язку.
З 1998 по 2003 — Надзвичайний і Повноважний посол в Яунде
З 2004 по 2005 — в інспекції Міністерстві закордонних справ Франції.
З 2005 по 2008 — Надзвичайний і Повноважний Посол Франції у Києві.